# Краснощелье
Красноще́лье — село в Ловозерском районе Мурманской области, третий по размеру населённый пункт района. Входит в сельское поселение Ловозеро.

## География
Расстояние от районного центра - 140 км.
Находится на левом берегу реки Поной.

## Климат
| Показатель                    | Янв.  | Фев.  | Март  | Апр.  | Май  | Июнь | Июль | Авг. | Сен.  | Окт.  | Нояб. | Дек.  | Год   |
| ----------------------------- | ----- | ----- | ----- | ----- | ---- | ---- | ---- | ---- | ----- | ----- | ----- | ----- | ----- |
| Абсолютный максимум, °C       | 4,6   | 5,1   | 9,3   | 17,1  | 27,9 | 31,7 | 33,9 | 31,7 | 24,1  | 13,7  | 8,4   | 6,4   | 33,9  |
| Средний суточный максимум, °C | −8,5  | −8,4  | −3,5  | 2     | 8,1  | 15,1 | 19,1 | 15,8 | 10,5  | 2,8   | −2,9  | −5,5  | 3,7   |
| Средняя температура, °C       | −12,5 | −12,3 | −8,1  | −2,3  | 3,8  | 10   | 13,9 | 11,2 | 6,7   | 0,4   | −5,7  | −8,9  | −0,3  |
| Средний суточный минимум, °C  | −17,3 | −16,9 | −13,4 | −6,9  | −0,4 | 5,1  | 8,8  | 6,9  | 3,1   | −2,3  | −9    | −12,9 | −4,6  |
| Абсолютный минимум, °C        | −44,7 | −48,8 | −41,7 | −34,1 | −19  | −4,6 | −1,6 | −4,3 | −11,1 | −26,2 | −34,3 | −44   | −48,8 |
| Норма осадков, мм             | 33    | 29    | 29    | 29    | 47   | 60   | 68   | 71   | 50    | 55    | 39    | 40    | 550   |
| Источник:                     |       |       |       |       |      |      |      |      |       |       |       |       |       |

## Население
| 2002 | 2010 |
| ---- | ---- |
| 605  | ↘423 |

Численность проживающих на территории населённого пункта, по данным Всероссийской переписи населения 2010 года, составляет 423 человека, из них 229 мужчин (54,1 %) и 194 женщины (45,9 %).

## Экономика
Основное предприятие — сельскохозяйственный оленеводческий кооператив «Оленевод». Кооператив испытывает материальные и финансовые трудности в связи с отдалённостью его отделений, высокими транспортными затратами на перевозку продукции и других грузов. Большое значение для жителей села имеют рыболовство, охота, сбор грибов и ягод. В селе имеются детский сад и школа.

## Транспорт
Село не связано всесезонными дорогами с другими населёнными пунктами. Сообщение с ними возможно лишь воздушным транспортом, который использует для посадки аэродром местных воздушных линий «Краснощелье». Каждый вторник из села Ловозеро в Краснощелье летает рейсовый вертолёт; раз в две недели вертолёт выполняет маршрут Ловозеро — Краснощелье — Каневка — Сосновка.

## Улицы
В селе расположены улицы: Лесная, Набережная, Новая, Свириденко, Северное Сияние, Сосновая, Центральная, Молодёжная и Киевский переулок.

## Документальный фильм
Немецкий режиссёр Рене Хардер снимал документальный фильм «Сказка тундры» о селе и его жителях. Премьера фильма прошла 11 августа 2013 на кинофестивале в Локарно (Швейцария).